# 4839 Daisetsuzan
A 4839 Daisetsuzan (ideiglenes jelöléssel 1989 QG) a Naprendszer kisbolygóövében található aszteroida. Kin Endate,  Vatanabe Kazuró fedezte fel 1989. augusztus 25-én.